# Chief Secretary to the Treasury

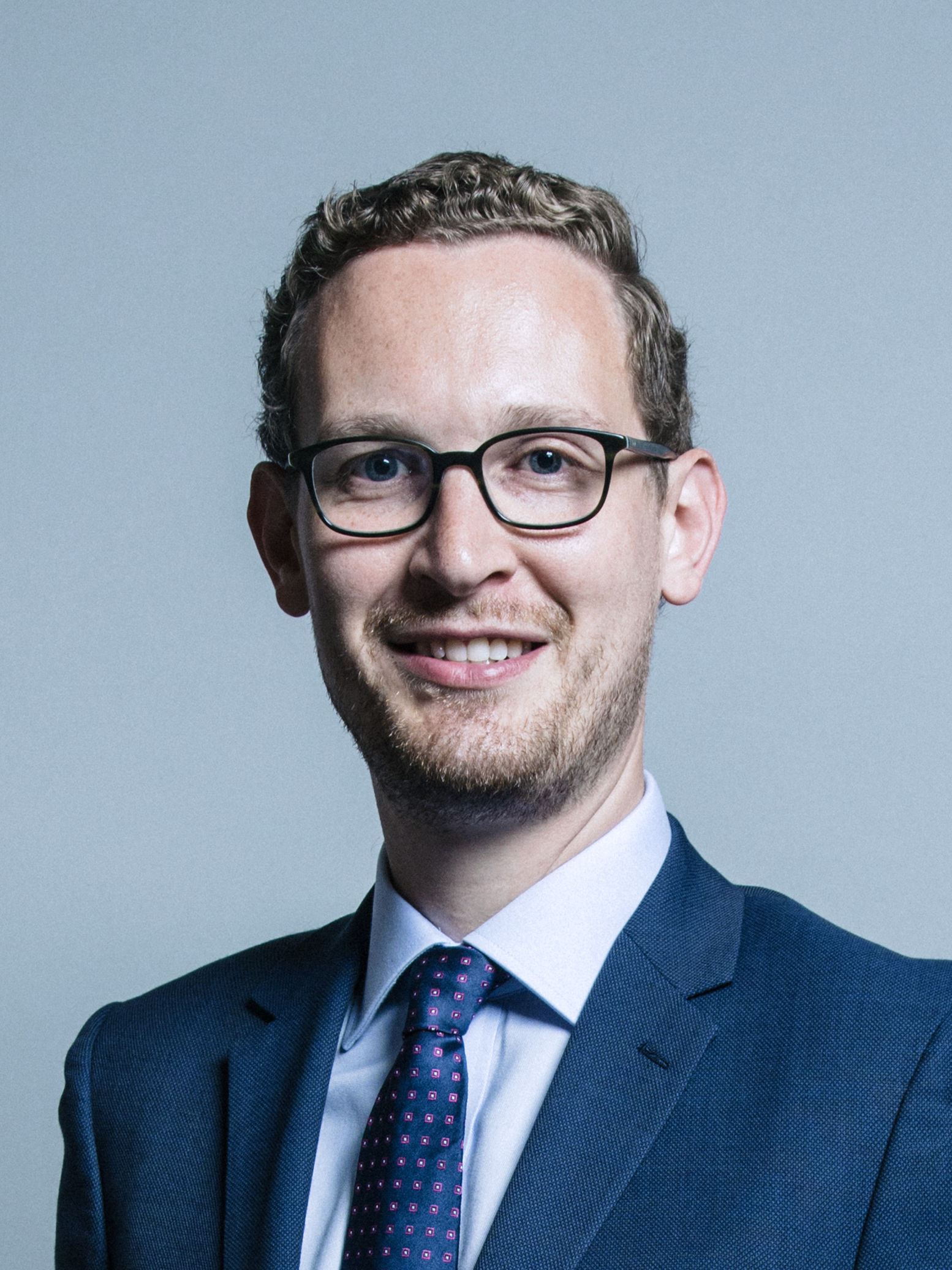
Amtsinhaber Darren Jones

Der Chief Secretary to the Treasury (Chefsekretär des Schatzamtes) ist der dritthöchste Ministerposten im HM Treasury des Vereinigten Königreichs, nach dem First Lord of the Treasury (Premierminister) und dem Second Lord of the Treasury (Schatzkanzler).

## Geschichte
Der Schatzkanzler hat ein Ressort, dessen Aufgaben in Regierungen anderer Staaten vom Finanzminister und dem Wirtschaftsminister verantwortet werden. Daher wurde 1961 der Posten des Chief Secretary of the Treasury geschaffen, um den Schatzkanzler zu entlasten. Bis 2015 war der Amtsinhaber auch immer Mitglied des Kabinetts. Seither nimmt er nur noch an den Sitzungen des Kabinetts teil. Zuvor war die Treasury das einzige Ministerium mit mehr als einem Mitglied im Kabinett.
Zu seinen Aufgaben gehören die Beschaffungspolitik, die Bezahlung des öffentlichen Dienstes und die Verhandlung des Haushaltes.

## Amtsinhaber
| Bild           | Name                                                             | Amtszeit           | Amtszeit           | Partei           | Regierung                  | Schatzkanzler     | Ref.   |
| -------------- | ---------------------------------------------------------------- | ------------------ | ------------------ | ---------------- | -------------------------- | ----------------- | ------ |
|                | Henry Brooke MP für Hampstead                                    | 9. Oktober 1961    | 13. Juli 1962      | Conservative     | Macmillan I Macmillan II   | Selwyn Lloyd      | [ 1 ]  |
|                | John Boyd-Carpenter MP für Kingston-upon-Thames                  | 13. Juli 1962      | 16. Oktober 1964   | Conservative     | Macmillan I Macmillan II   | Reginald Maudling | [ 2 ]  |
| Douglas-Home   | John Boyd-Carpenter MP für Kingston-upon-Thames                  | 13. Juli 1962      | 16. Oktober 1964   | Conservative     |                            | Reginald Maudling | [ 2 ]  |
|                | Jack Diamond MP für Gloucester                                   | 20. Oktober 1964   | 19. Juni 1970      | Labour           | Wilson I Wilson II         | James Callaghan   | [ 3 ]  |
| Roy Jenkins    | Jack Diamond MP für Gloucester                                   | 20. Oktober 1964   | 19. Juni 1970      | Labour           | Wilson I Wilson II         |                   | [ 3 ]  |
|                | Maurice Macmillan MP für Farnham                                 | 23. Juni 1970      | 7. April 1972      | Conservative     | Heath                      | Iain Macleod      | [ 4 ]  |
| Anthony Barber | Maurice Macmillan MP für Farnham                                 | 23. Juni 1970      | 7. April 1972      | Conservative     | Heath                      |                   | [ 4 ]  |
|                | Patrick Jenkin MP für Wanstead and Woodford                      | 7. April 1972      | 8. Januar 1974     | Conservative     | Heath                      | [ 5 ]             |        |
|                | Tom Boardman MP für Leicester South West                         | 8. Januar 1974     | 4. März 1974       | Conservative     | Heath                      | [ 6 ]             |        |
|                | Joel Barnett MP für Heywood and Royton                           | 7. März 1974       | 4. Mai 1979        | Labour           | Wilson III                 | Denis Healey      | [ 7 ]  |
| Callaghan      | Joel Barnett MP für Heywood and Royton                           | 7. März 1974       | 4. Mai 1979        | Labour           |                            | Denis Healey      | [ 7 ]  |
|                | John Biffen MP für Oswestry                                      | 5. Mai 1979        | 5. Januar 1981     | Conservative     | Thatcher I                 | Geoffrey Howe     | [ 8 ]  |
|                | Leon Brittan MP für Cleveland and Whitby                         | 5. Januar 1981     | 11. Juni 1983      | Conservative     | Thatcher I                 | Geoffrey Howe     | [ 9 ]  |
|                | Peter Rees MP für Dover                                          | 11. Juni 1983      | 2. September 1985  | Conservative     | Thatcher II                | Nigel Lawson      | [ 10 ] |
|                | John MacGregor MP für South Norfolk                              | 2. September 1985  | 13. Juni 1987      | Conservative     | Thatcher II                | Nigel Lawson      | [ 11 ] |
|                | John Major MP für Huntingdon                                     | 13. Juni 1987      | 24. Juli 1989      | Conservative     | Thatcher III               | Nigel Lawson      | [ 12 ] |
|                | Norman Lamont MP für Kingston-upon-Thames                        | 24. Juli 1989      | 28. November 1990  | Conservative     | Thatcher III               | John Major        | [ 13 ] |
|                | David Mellor MP für Putney                                       | 28. November 1990  | 10. April 1992     | Conservative     | Major I                    | Norman Lamont     | [ 14 ] |
|                | Michael Portillo MP für Enfield Southgate                        | 10. April 1992     | 20. Juli 1994      | Conservative     | Major II                   | Norman Lamont     | [ 15 ] |
| Kenneth Clarke | Michael Portillo MP für Enfield Southgate                        | 10. April 1992     | 20. Juli 1994      | Conservative     | Major II                   |                   | [ 15 ] |
|                | Jonathan Aitken MP für South Thanet                              | 20. Juli 1994      | 5. Juli 1995       | Conservative     | Major II                   | [ 16 ]            |        |
|                | William Waldegrave MP für Bristol West                           | 5. Juli 1995       | 2. Mai 1997        | Conservative     | Major II                   | [ 17 ]            |        |
|                | Alistair Darling MP für Edinburgh Central                        | 3. Mai 1997        | 27. Juli 1998      | Labour           | Blair I Blair II Blair III | Gordon Brown      | [ 18 ] |
|                | Stephen Byers MP für North Tyneside                              | 27. Juli 1998      | 23. Dezember 1998  | Labour           | Blair I Blair II Blair III | Gordon Brown      | [ 19 ] |
|                | Alan Milburn MP für Darlington                                   | 23. Dezember 1998  | 11. Oktober 1999   | Labour           | Blair I Blair II Blair III | Gordon Brown      | [ 20 ] |
|                | Andrew Smith MP für Oxford East                                  | 11. Oktober 1999   | 29. Mai 2002       | Labour           | Blair I Blair II Blair III | Gordon Brown      | [ 21 ] |
|                | Paul Boateng MP für Brent South                                  | 29. Mai 2002       | 6. Mai 2005        | Labour           | Blair I Blair II Blair III | Gordon Brown      | [ 22 ] |
|                | Des Browne MP für Kilmarnock and Loudoun                         | 6. Mai 2005        | 5. Mai 2006        | Labour           | Blair I Blair II Blair III | Gordon Brown      | [ 23 ] |
|                | Stephen Timms MP für East Ham                                    | 5. Mai 2006        | 27. Juni 2007      | Labour           | Blair I Blair II Blair III | Gordon Brown      | [ 24 ] |
|                | Andy Burnham MP für Leigh                                        | 28. Juni 2007      | 24. Januar 2008    | Labour           | Brown                      | Alistair Darling  | [ 25 ] |
|                | Yvette Cooper MP für Pontefract and Castleford                   | 24. Januar 2008    | 5. Juni 2009       | Labour           | Brown                      | Alistair Darling  | [ 26 ] |
|                | Liam Byrne MP für Birmingham Hodge Hill                          | 5. Juni 2009       | 11. Mai 2010       | Labour           | Brown                      | Alistair Darling  | [ 27 ] |
|                | David Laws MP für Yeovil                                         | 12. Mai 2010       | 29. Mai 2010       | Liberal Democrat | Cameron I                  | George Osborne    | [ 28 ] |
|                | Danny Alexander MP für Inverness, Nairn, Badenoch and Strathspey | 29. Mai 2010       | 7. Mai 2015        | Liberal Democrat | Cameron I                  | George Osborne    | [ 29 ] |
|                | Greg Hands MP für Chelsea and Fulham                             | 11. Mai 2015       | 14. Juli 2016      | Conservative     | Cameron II                 | George Osborne    | [ 30 ] |
|                | David Gauke MP für South West Hertfordshire                      | 14. Juli 2016      | 11. Juni 2017      | Conservative     | May I                      | Philip Hammond    | [ 31 ] |
|                | Elizabeth Truss MP für South West Norfolk                        | 11. Juni 2017      | 24. Juli 2019      | Conservative     | May II                     | Philip Hammond    | [ 32 ] |
|                | Rishi Sunak MP für Richmond (Yorks)                              | 24. Juli 2019      | 13. Februar 2020   | Conservative     | Johnson I                  | Sajid Javid       | [ 33 ] |
| Johnson II     | Rishi Sunak MP für Richmond (Yorks)                              | 24. Juli 2019      | 13. Februar 2020   | Conservative     |                            | Sajid Javid       | [ 33 ] |
|                | Stephen Barclay MP für North East Cambridgeshire                 | 13. Februar 2020   | 15. September 2021 | Conservative     | Rishi Sunak                | [ 34 ]            |        |
|                | Simon Clarke MP für Middlesbrough South and East Cleveland       | 15. September 2021 | 6. September 2022  | Conservative     | Nadhim Zahawi              | [ 35 ]            |        |
|                | Chris Philp MP für Croydon South                                 | 6. September 2022  | 14. Oktober 2022   | Conservative     | Truss                      | Kwasi Kwarteng    | [ 36 ] |
|                | Edward Argar MP für Charnwood                                    | 14. Oktober 2022   | 25. Oktober 2022   | Conservative     | Truss                      | Jeremy Hunt       | [ 37 ] |
|                | John Glen MP für Salisbury                                       | 25. Oktober 2022   | 13. November 2023  | Conservative     | Sunak                      | Jeremy Hunt       | [ 38 ] |
|                | Laura Trott MP für Sevenoaks                                     | 13. November 2023  | 5. Juli 2024       | Conservative     | Sunak                      | Jeremy Hunt       | [ 39 ] |
|                | Darren Jones MP für Bristol North West                           | 5. Juli 2024       | amtierend          | Labour Party     | Starmer                    |                   |        |